# Histoire des mines de bauxite
Pour des raisons techniques, il est temporairement impossible d'afficher le graphique qui aurait dû être présenté ici.

Évolution de la production de bauxite dans le monde entre 1900 et 1990, suivant les continents.
L'Histoire des mines de bauxite a vu la production mondiale dopée par celle du produit fabriqué en aval, l'aluminium, même si les gisements sont souvent éloignés et difficiles à identifier. Jusqu'aux années 1950, l'extraction de ce minerai était réservé à un nombre limité de producteurs, essentiellement en Europe et aux États-Unis, mais leur nombre a fortement augmenté lorsque de nouveaux pays sont arrivés sur le marché, issus des cinq continents.

## XIXesiècle
La bauxite a été découverte par le chimiste et minéralogiste Pierre Berthier (1782-1861) en 1821 sur la commune des Baux-de-Provence (Bouches-du-Rhône), en cherchant du minerai de fer pour le compte d'industriels lyonnais. Il analyse des échantillons de minerai et  découvre qu'ils contiennent une proportion importante d'alumine (oxyde  d’aluminium). Ce minerai sera ultérieurement baptisé « bauxite ».
Pierre Berthier lui donna le nom de « terre d'alumine des Baux ». Le nom fut transformé en « beauxite » par Armand Dufrénoy en 1847 puis en « bauxite » par Henry Sainte-Claire Deville en 1861 qui avait été alerté à ce sujet par l'ingénieur des mines Gustave Noblemaire.
En 1854, Henri Sainte-Claire Deville fait une première communication sur ce sujet à l'Académie des sciences mais ne juge pas utile de déposer un brevet pour son procédé de fabrication.
En 1858, Henri Sainte-Claire Deville et ses collaborateurs mettent au point un procédé de fabrication de l'alumine fabriquée à partir de bauxite. Le brevet est pris au nom de Louis Le Chatelier. Auparavant, l'alumine était extraite de l'alun. En 1859, Henri Sainte-Claire Deville publie un ouvrage sur l'aluminium où il prévoit l'utilisation future de l'aluminium, qui selon lui est « susceptible de devenir un métal usuel ». Parmi d'autres propriétés, il détermine sa conductibilité électrique. Le premier site industriel producteur d'aluminium au monde utilise la bauxite qui est amenée à Salindres dans le Gard, dès 1860.
L’extraction de la bauxite de manière industrielle a débuté en 1860 dans le département français du Var. Jusqu’en 1913, la France a été le principal producteur, suivi par les États-Unis.

## XXesiècle
La stabilité de la production mondiale de bauxite avant le second conflit mondial contraste avec le boom qu'il a occasionné. Alors que la production des années 1935-1938 s'était maintenue à un niveau légèrement supérieur à 3 millions de tonnes par an, sa localisation reste resserrée. En 1939, la plus grande partie de la bauxite extraite dans le monde provenait de gisements situés dans la zone tempérée, et surtout des marges arides de celle-ci (zone méditerranéenne ou régions continentales sèches). L'extraction de minerai de bauxite de 1957 — production record pour l'époque — a dépassé les 15 millions de tonnes. La planète compte, en 1957, une dizaine de producteurs de plus qu'en 1939.

### La bauxite du Suriname, épuisée après la Seconde Guerre mondiale

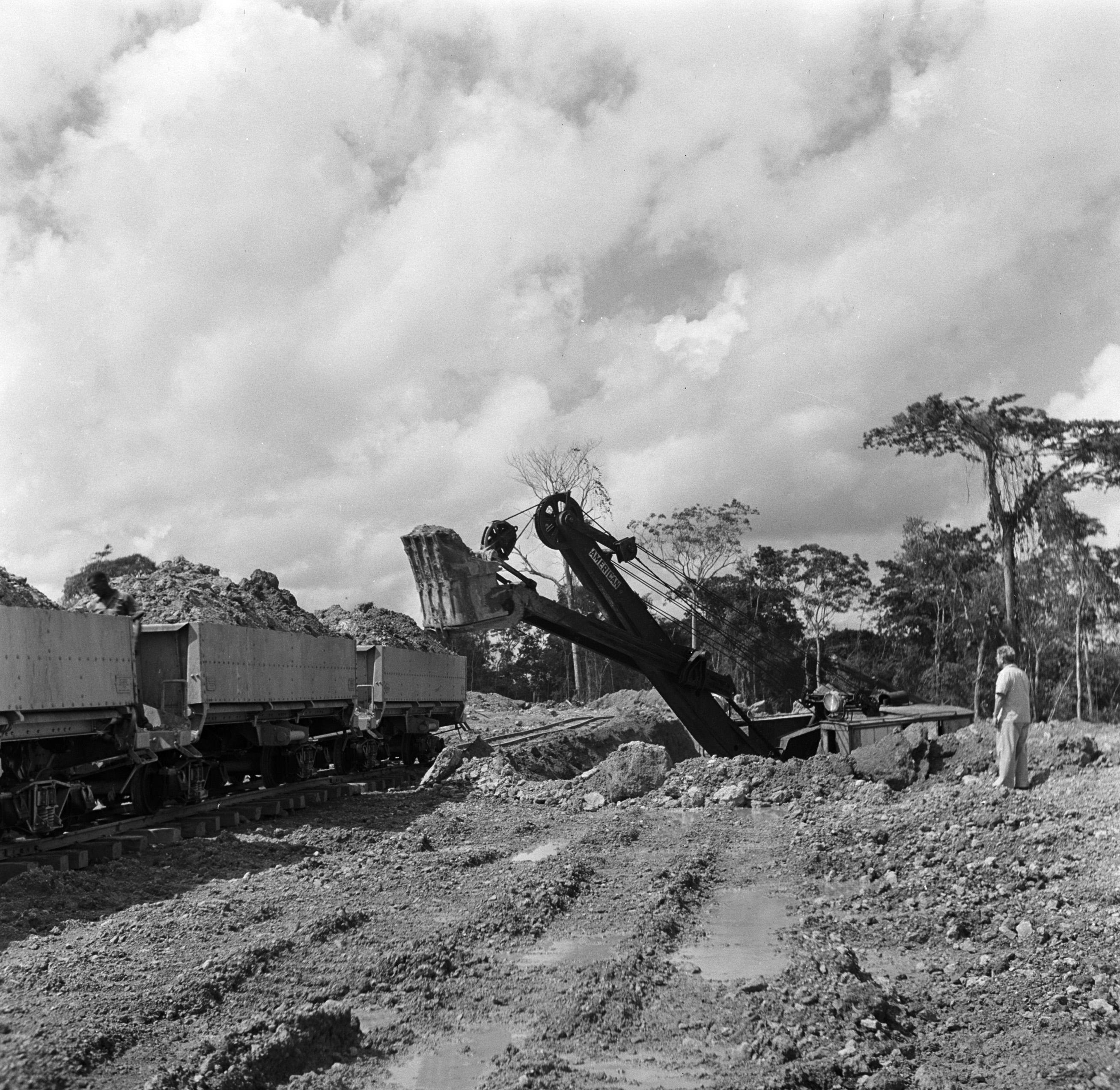
Extraction dans une mine de bauxite de Paranam dans le district de Para en 1947.

La bauxite de Guyane néerlandaise est connue depuis 1915 et son exportation remonte à 1922, lorsque l'américain Alcoa commence l'exploitation de gisements de bauxite au Suriname. L'essor de la production guyanaise est la conséquence du quasi-épuisement en 1940 du marché exportateur français, et surtout de la modicité des réserves nord-américaines, rudement mises à contribution par le considérable accroissement depuis le début de la guerre des besoins des États-Unis et du Canada. La production de Surinam était de 280 000 tonnes, en moyenne, avant 1939, et elle atteignait 2 699 000 tonnes en 1951, soit huit fois plus, puis 3 421 000 en 1954 et 3 377 000 en 1957, année qui voir le ralentissement des progrès de la production, puis sa stagnation, signes de l'épuisement du gisement du Suriname.
Le barrage d'Afobaka a été construit entre 1961 et 1964 sur le fleuve Suriname pour fournir l'énergie nécessaire à l'électrolyse pour la production d'aluminium à partir de la bauxite à la raffinerie d’alumine Suralco, gérée par Alcoa, en activité de 1965 a 2017[réf. nécessaire]. Dès juin 2014, Alcoa annonce que les mines de bauxite sont épuisées et annoncé terminé ses opérations au Surinam.

### L'arrivée de la Jamaïque
Au milieu des années 1950, 54 % de la bauxite tropicale américaine vient des Guyanes, mais cette région a perdu le monopole qu'elles détenaient jusqu'en 1951 et 46 % sont extraits de la Jamaïque. À ce moment-là, les réserves sont estimées à un siècle pour le colossal gisement jamaïcain. La production de bauxite en Jamaïque atteindra un pic de 15 millions de tonnes en 1974, avant de repartir à la hausse et d'égaler quasiment ce record en 2005.

### La croissance de la bauxite guinéenne
La Guinée a, elle aussi, attiré très tôt les prospecteurs. Dès 1921, Alcan, par sa filiale "Bauxites du midi", y prospecte. Bauxites du Midi, fondée en 1912 à Paris, a commencé des travaux d'exploitation sur l'île de Tamara en 1937, précédés d'une campagne de prospection en 1936-1937. Le 24 juillet 1948, vingt permis de recherche lui sont accordés. Elle découvre que les gisements de bauxite de Guinée française sont constitués en amas de surfaces entièrement exploitables, en carrières et par gros tonnages. Bauxites du Midi s'associe à la société canadienne « Aluminium Laboratories Limited », qui avance les fonds et le matériel nécessaires à l'équipement des gisements de Guinée, et s'engage en outre à mettre à la disposition les techniciens nécessaires au montage de l'usine d'enrichissement de Kassa. En 1948 et 1950 la bauxite guinéenne des îles de Los est expédiée en petites quantités vers les alumineries Alcan du Saguenay-Lac-Saint-Jean au Québec, mais en novembre 1966, c'est l'épuisement, comme prévu, du gisement malgré la nationalisation.
Pechiney Ugine lance alors un projet important en 1957, sur le site de Fria. Des études sont entreprises sur le projet hydroélectrique du Konkouré, à l'est de Fria, mais à l'issue du référendum du 28 septembre 1958 sur l'indépendance, elles ont été gardées secrètes par la puissance coloniale.
En novembre 1961, le gouvernement prend possession des sites de Kassa et de Boké à cause du non-respect de l'engagement qu'avaient pris les Bauxites du Midi (une filiale à 100 % d'Alcan) de transformer localement la bauxite en alumine à partir de 1964. Un nouvel "Office national des chemins de fer guinéen" créé dès 1958 reprend la ligne Conakry-Kankan, entièrement située sur le territoire guinéen, et fait construire au cours des années suivantes une ligne à voie normale longue de 17 km, pour évacuer la bauxite.
En 1962, la Guinée est admise à la Banque mondiale et la CBG reprend ses forages le 1er octobre 1963 sous la bannière de l'entreprise Compagnie des bauxites de Guinée (CBG) , détenue à 49 % par l'État guinéen, et à 51 % par la Harvey Aluminium of Delaware.
Les exportations de bauxite démarrent en 1973. Le premier navire chargé de la bauxite guinéenne quitte le port de Kamsar le 2 août 1973 avec 19 000 tonnes de minerai à son bord. Dans les années 1970, la part de l'Afrique dans la production mondiale de bauxite triple.
Depuis 1950, de nouvelles réserves ont été découvertes dans 27 pays au total. Depuis cette date, les réserves mondiales de bauxite ont augmenté à un rythme annuel de 25 %. Ce taux est largement supérieur à celui de l'augmentation de la consommation d'aluminium. La production de bauxite en Guinée atteindra un pic de 19,2 millions de tonnes en 2005.

### Les découvertes australiennes de 1955 et 1958
L'année 1955 voit la découverte du gisement de bauxite de Weipa par la compagnie Electrolytic Zinc, qui marque le début du "Bauxite Derby", la course à la bauxite en Australie, dans l'Extrême nord du Queensland. Toujours en Australie, mais trois années plus tard, c'est la découverte du gisement de bauxite des Darling Ranges, dans la région de Perth en 1958, par la société minière australienne Western Mining. En 1967, la société Bauxite Exploration découvre de nouveaux gisements de bauxite aux Darling Ranges.
WMC est suivi dans cette course à la bauxite par des concurrents, en juin 1961 "Alcoa of Australia" est créée par le géant américain pour prospecter les gisements de bauxite de Darling Ranges et il implante une usine d'aluminium à Kwinana et une autre à Geelong. Le groupe américain Alcoa créé ainsi une filiale australienne qui jouera un rôle très important dans la course à l'ouverture de nouvelles mines de bauxite en Australie. En 1967, la société Bauxite Exploration découvre de nouveaux gisements de bauxite aux Darling Ranges.
La production de bauxite en Australie n'a cessé de croître ensuite à chaque décennie, pour atteindra 76,2 millions de tonnes en 2012.

### La mine de Trombetas, au Brésil en 1978
En 1978, Alcan débute la prospection de bauxite sur le rio Trombetas, dans le nord du Brésil, sur ce qui deviendra la plus grande mine du pays pour ce minerai. La mine est exploitée par la compagnie Mineração Rio do Norte (MRN), avec une capacité de production annuelle de 18 millions de tonnes de bauxite, dans laquelle la Société Chimique de France possède une participation. Dans les années 1970, le Brésil a ainsi mis en place son industrie de l’aluminium (Alumar) à partir de la centrale électrique de Tucuruí, située dans la municipalité de Tucuruí, au Brésil, l'un des plus grands barrages hydroélectriques du monde, et de la bauxite de Trombetas, la mine ayant produit près de 17 millions de tonnes de bauxite en 2010.
Trente ans plus tard, en 2009, la forêt amazonienne du Brésil accueillera une autre grande mine à ciel ouvert de bauxite, la mine de Juruti, dans la municipalité de Juruti, au Pará, gérée par Alcoa. La mine est contestée de par son impact sur la qualité des eaux.

### L'association mondiale des producteurs
L'année 1974 voit la création par onze importants pays d'extraction de bauxite de l'"International Bauxite Association" (IBA, qui vingt ans après, en 1994, annoncera sa dissolution. Entretemps, en 1991, a été annoncée la fermeture des dernières mines de bauxite en France).	
Les réserves de bauxite observées en 1993 étaient suffisantes pour assurer la production de 5,1 milliards de tonnes d'aluminium soit l'équivalent d'environ 300 fois la consommation d'aluminium, contre un ratio de seulement 150 fois le niveau de consommation en 1960. Aujourd'hui, compte tenu du rythme actuel de production et de consommation d’aluminium, et du volume annuel de production de bauxite, les réserves mondiales de bauxite (22 milliards de tonnes en 2000) assurent aux industriels une consommation pour les 163 prochaines années.

### L'accroissement rapide des réserves mondiales
Parmi ces pays du tiers monde, la Guinée (40 % des réserves mondiales), le Brésil (16 %) et la Jamaïque (8 %) sont les plus représentatifs en termes d'abondance de réserve. L'Australie est aujourd'hui le seul pays industrialisé à détenir d’importantes réserves en bauxite. Les réserves de l'Australie atteignaient en 2005, 13 % du total des réserves mondiales. La part des réserves de la Chine est restée stable de 1990 à 2000 alors que les parts de l'ex-Union soviétique, de l'ex-Yougoslavie et de la Hongrie ont diminué.
| Année    | Extraction en kt |
| -------- | ---------------- |
| 1860     | quelques tonnes  |
| 1870     | 1,5              |
| 1880     | 8                |
| 1887 (a) | 17,9             |
| 1913     | 450              |
| 1920     | 886              |
| 1930     | 4 272            |
| 1940     | 4 345            |
| 1943     | 13 966           |
| 1950     | 8 348            |
| 1960     | 26 823           |
| 1970     | 60 710           |
| 1975     | 77 285           |
| 1980     | 92 564           |
| 1990     | 112 713          |

(a) 1886 : démarrage de la fabrication de l'aluminium par le procédé Héroult-Hall.
Le sommet en ce qui concerne le nombre de nations produisant la bauxite a été atteint en 1970, avec un total de 28 pays impliqués, à la suite d'une douzaine d'années de courses à la prospection pour renouveler la ressource et les lieux d'extraction. Cette évolution a coïncidé avec un autre changement important dans la géographie de la production de bauxite. Le pourcentage de concentration de la production dans les trois pays les plus grands producteurs est tombé de 100 % à 44 % entre 1900 et 1960. À cette date, ce pourcentage a commencé à remonter pour atteindre 62 % en 1990.
En 2005 la part de marché des quatre plus grands producteurs de bauxite (Australie, Brésil, Chine et Guinée) était de 68 %, tandis que 26 pays totalisent l'ensemble de la production mondiale.

## XXIesiècle

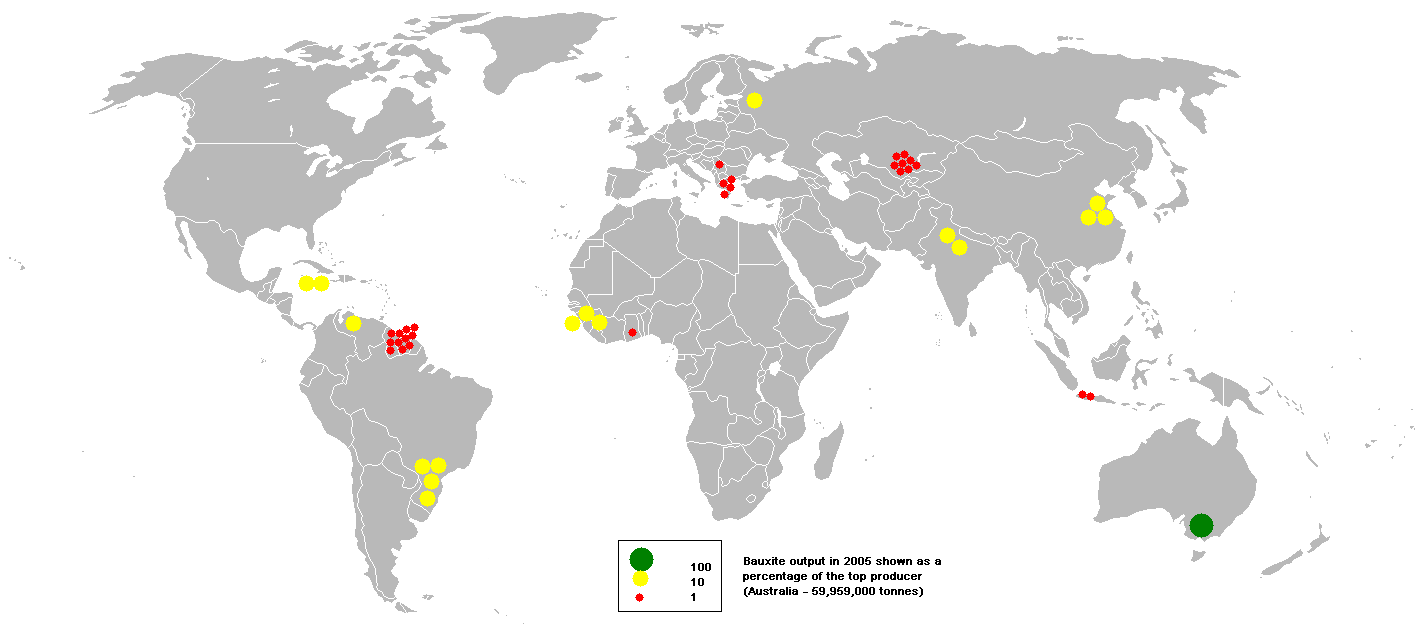
Gisements de bauxite en 2005

La stratégie des géants industriels comme Rio Tinto Alcan au XIXe siècle est de contrôler l'amont de l'industrie (bauxite, alumine et énergie électrique). Pour la plupart des grandes entreprises du secteur de l’aluminium, la production de lingots d’aluminium n’est plus le premier stade de la fabrication des produits en aluminium, c’est devenu le dernier stade de la production de métal brut.

### L'évolution des grands producteurs mondiaux sur la décennie 2010
| Production mondiale, en millions de tonnes | 2015 | 2016 |
| Monde                                      | 293  | 262  |
| Australie                                  | 81   | 82   |
| Chine                                      | 65   | 65   |
| Brésil                                     | 34   | 34   |
| Inde                                       | 24   | 25   |
| Guinée                                     | 18   | 20   |
| Jamaïque                                   | 10   | 8    |
| Kazakhstan                                 | 5    | 5    |
| Russie                                     | 6    | 5    |
| Indonésie                                  | 0,2  | 1    |
| États-Unis                                 | 0,1  | 0,1  |

## Les grandes périodes de l'économie mondiale
- La très forte croissance mondiale des années 1830 interrompue par la Panique de 1837.
- La très forte croissance mondiale des années 1850, interrompue par le Krach de 1857.
- La longue dépression 1873 à 1896 dans le sillage de la Crise bancaire de mai 1873.
- La forte croissance mondiale des années 1900, interrompue par la Première Guerre mondiale.
- La très forte croissance mondiale des années 1920, interrompue par le Krach de 1929.
- Grande dépression des années 1930 dans le sillage du Krach de 1929.
- La forte croissance mondiale des années 1945 à 1974, interrompue par le Premier choc pétrolier.